# 이하전
도정궁 경원군 이하전(都正宮 慶原君 李夏銓, 1842년 2월 15일 ~ 1862년 8월 20일)은 조선 후기의 왕족 종실, 문신, 정치인이다. 그는 도정궁(都正宮) 사손으로 헌종조와 철종조에 왕위 계승 후보로 물망에 올랐으며, 도정궁에 거주하였다 하여 보통 도정궁 대감(都正宮 大監)으로도 불린다.
음서로 관직에 올라 참봉이 되었으며 전부, 경모궁령 등을 지냈다. 헌종 때에 그는 유력한 왕위 계승 후보자였으나, 안동 김씨 세도 기간 중 철종에게 이 나라 조선이 전주 이씨의 나라인가 안동 김씨의 나라인가 하는 항의를 하였다가 이 발언이 결국 문제가 되어 1862년 김순성, 이극선 등의 추대를 받았다는 무옥으로써 제주도로 원지 부처되었고, 끝내 역모로 몰려 사사되었다.
사후 1863년 복권되고 순종 즉위 후 1908년(융희 2) 5월 30일 증 흥록대부 경원군(慶原君)으로 추봉되었다. 한성부 출신. 다른 이름은 인손(仁孫), 자는 치홍(致弘)이다.

## 생애

### 가계 배경
이하전은 조선 후기의 왕족으로 본관은 전주 이씨, 휘는 하전(夏銓), 아명은 인손(仁孫), 자는 치홍(致弘)이다. 덕흥대원군의 13대 사손이며, 아버지는 완창군 이시인(李時仁)이고, 생모는 경주인(慶州人) 김성곡(金星轂)의 딸로 경주군부인 김씨(慶州郡夫人 金氏)이며 적모는 부사(府使) 남원인(南原人) 윤이현(尹彜鉉)의 딸로 남원군부인 윤씨(南原郡夫人 尹氏)이고, 서모는 평양 조씨이다. 서모에게서 서형 이우전(후에 이우용으로 개명)이 있었다.
부인은 참봉(參奉) 달성인(達城人) 서음순(徐音淳)의 딸로 달성군부인 서씨(達城郡夫人 徐氏) 대혜(大慧)이다.
아버지 완창군 이시인은 이옥의 아들인데, 큰아버지인 완성군 이희(完城君 李爔)의 양자로 입양되어 덕흥대원군가의 봉사손이 되었다. 흥선대원군의 처 여흥부대부인은 그의 고종사촌이 되는데, 생조부 이옥의 딸 중 한명은 민치구와 혼인, 후일 여흥부대부인 민씨의 친정어머니이자 고종의 외조모가 된다.

### 잠재적 왕위 계승권자
완창군 이시인의 차남으로 1842년(헌종 8) 2월 15일에 한성부에서 태어났다. 8세이던 1849년에 헌종이 후사 없이 승하하면서 왕위 계승 후보로 물망에 올랐다. 그러나 당시 집권 세력이던 안동 김씨가 강화도에 있던 은언군의 서손이자 대행왕 헌종의 7촌 재종숙부 이원범을 철종으로 옹립하면서 감시를 받게 되었다. 당시 이하전은 안동 김씨와 풍양 조씨가 왕위 계승 문제를 둘러싸고 대립했을 때 풍양 조씨 계열의 지지를 받았다. 헌종이 죽자 풍양조씨 계열인 권돈인은 적극 이하전을 후계자로 세우기를 주장하였고, 후일 안동 김씨측은 이를 문제삼아 이하전을 견제하게 된다.
음서제로 관직에 올라 음직으로 돈녕부참봉(敦寧府參奉)이 되고 여러 벼슬을 거쳐 돈녕부전부(典簿)를 역임하고, 1856년 2월 6일 돈녕부참봉이 되었다. 이후 원릉령, 3월 7일 돈녕부주부, 1856년 11월 24일에는 진찬소(進饌所) 낭관에 차하되었다. 1857년(철종 8) 돈녕부주부가 되었다가 그해 6월 1일 경모궁령(景慕宮令), 6월 26일 사직서령(社稷署令) 등을 지냈다. 1858년 6월 12일 원정(原情)을 운운했다 하여 파직되었다가 그해 복직했다. 1858년 6월 15일 다시 사직서령이 되고, 그해 6월 22일 종친부전부(典簿), 1859년(철종 10) 10월 7일 전생서판관이 되었다가, 12월 다시 사직서령, 1860년(철종 11) 2월 3일 충훈부도사(忠勳府都事), 경모궁령, 다시 종친부전부(典簿) 등을 거쳐 이후 승진하여 도정(都正) 등을 지냈다. 그러나 유력 왕위계승자로 주목받게 되었다.
그는 항렬상 헌종에게 조카뻘이 된다. 일설에는 순조비 순원왕후 김씨가 그를 헌종의 후사로 내정하고, 인손이라는 이름을 지어주었다 한다. 순조의 묘 인릉에서 따서 지은 이름이라 한다. 그러나 김좌근과 김수근이 순원왕후를 설득하여, 그를 헌종의 후계자로 내정한 것을 취소하고 은언군의 서자인 이광의 서자 이원범을 순조의 양자 자격으로 들였다 한다.

### 세도가와의 갈등
안동 김씨의 세도로 관직이 임명되는 것에 분개한 그는 철종에게 직언을 고했다.
이 나라가 이씨의 나라입니까? 아니면 김씨의 나라입니까? 

그의 발언들 중 이씨의 나라인가, 김씨의 나라인가 하는 항의를 문제삼아 안동 김씨 세도가는 이하전을 비난한다. 이후 이하전이 다른 마음을 먹었다고 참소하기도 했다. 한편 헌종이 죽고 철종을 세울 무렵 정치적으로 풍양 조씨 계열의 지지를 받았으며, 풍양 조씨 계열의 권돈인(權敦仁)이 직접 이하전을 후계자로 세우기를 호명 한 적이 있기 때문에 안동 김씨는 그를 후환으로 여겼다.
1862년(철종 13) 전오위장(前五衛將) 김순성(金順性)·이극선(李兢善) 등에 의해 왕으로 추대되어 모반했다는 오위장(五衛將) 이재두(李載斗) 등의 무고로 이해 7월 19일부터 7월 23일까지 체포, 압송되어 심문을 받았다. 7월 19일의 공초에서 김순성은 경기도 양근군에 사는 이항로, 이하전의 서족(庶族)인 이돈 등과 모의하여 이하전을 추대하려 하였으며, 그 장소는 이항로의 집이었다고 진술하였다. 그러나 뒤에 9월 22일에 의금부도사 조성교(趙性敎)가 이항로를 압송하여 추국하였으나 이항로는 혐의를 부인하였고, 뒤에 이항로는 고령인데다가 이돈이 실존인물인가 여부가 불확실하다 하여 풀려났다. 그러나 이돈(李燉)은 실존인물로 그의 9촌 숙의 아들이자 50대 가량이었으며 이하전과 10촌간이었으나 서얼이었다. 또한 김순성은 자신과 같이 역모를 한 인물로 이하전의 종형제인 이사규(李士圭)를 지목하기도 했다.
1862년 7월 25일 이하전은 국문 후 전라도 제주목에 유배된 뒤, 바로 위리안치형을 받았다. 이후 양사와 빈청 등에서 거듭 그를 탄핵하였다. 이해 8월 10일 위리지전의 명령이 내려졌다. 8월 11일에 철종이 사약을 내려, 8월 20일 향년 21세로 사사되었다. 이때 금부도사가 갖고 내려온 사약은 그의 아내가 직접 달여서 주었다고 한다.

### 사사 배경
사사의 원인으로는 안동 김씨 세도의 전횡에 분노하여 철종을 찾아 이 나라가 김씨의 나라인가, 이씨의 나라인가 하는 항의 때문이었다는 의견도 있다. 일부러 미치광이를 가장한 이하응은 살아남고 그는 사사당하였다. 출중한 왕족이라는 이유로 모함을 받아 살해된 것으로 추정되는 이 사건은 흥선대원군 등에게 큰 충격을 주었다 한다.
한편 이하전을 역모로 몬 것은 병약한 철종의 사후를 대비하여 유력한 왕위계승자를 제거하려는 김흥근과 김좌근 등의 책략 때문이라는 견해도 있다. 풍양 조씨 계열은 이 사건의 여파가 자파의 지지세력인 이하전과 이항로에게 미치지 않도록 노력한 반면 안동김씨는 풍양조씨 외곽지지세력을 일망타진하기 위해 사태의 확대를 기도하였다.

### 사망 직후
시신은 운구되어 경기도 양주군 별비면 수락산(현 남양주시 별내동 산 205-13)에 안장되었다. 사사된 뒤에도 계속 그에게 노륙지전(孥戮之典)을 청하는 상소가 올라왔고, 1864년(고종 1) 3월 18일까지 사헌부와 사간원의 관료들은 그에게 노륙지전을 적용해야 된다고 거듭 탄핵하였다.
1864년(고종 1) 2월 21일 왕명으로 거제도에 안치된 부인 서씨와 이우전 등과 지도에 유배된 이세보 등이 석방되었다.

### 복권과 증직
1864년(고종 1) 7월 흥선대원군 집권 후에 신원되었고, 7월 14일 죄명을 효부처리된 뒤 7월 18일 복작되었다. 이해 8월 29일 그의 부인 서씨가 상소를 올려 시아버지 완창군을 덕흥대원군의 사당에 봉사하는 문제와 남편 이하전의 후사를 이호선으로 정하는 것을 격쟁하였다. 같은 날 종친부에서 흥선대원군에게 덕흥대원군의 뒤를 잇는 문제를 아뢰자 전교하길 “완창군이 덕흥대원군의 종손(宗孫)으로서 그 자신이 죽은 지도 이미 오래된 후에 자기의 아들에게 연루되어 신주(神主)가 사당에서 내쳐졌으니, 본디 지극히 불행한 일이다. 아들이 이미 죄를 벗었음에도 불구하고 아버지만 그대로 내쳐져 있다면 저승에서라도 억울해서 울부짖지 않을 수 있겠는가? 완창군의 사판(祀版)을 도로 사당에 봉안하고, 이익주(李益周)는 완성군(完城君)의 둘째 아들로 순서를 정하여 조상의 제사를 대신 받들게 하다가 손자가 생기면 이하전의 후사로 삼아서 종부(宗府)와 예조(禮曹)로 하여금 잘 알고 거행하게 하라.”하였다.
1872년(고종 9) 7월 25일 다시 덕흥대원군의 사손으로 복권되었다. 고종은 덕흥대원군의 사손으로 이하전을 다시 정하고, 전교하길 "이하전(李夏銓)의 일은 죄명과 누명을 벗었으니 이제는 문제되는 바가 없다. 완성군(完城君)의 차양자(次養子)가 덕흥대원군(德興大院君)의 섭사손(攝祀孫)이 된 것은 그때로서는 부득이한 일이었다. 사손을 대신한 이재익(李載益)은 본가에 돌려보내고 이하전의 후사(後嗣)를 세울 것을 종친부(宗親府)로 하여금 속히 거행하게 하라.”하였다. 고종의 명으로 그의 사후양자를 간택하였다.
1872년(고종 9) 7월 30일 이하전(李夏銓)의 후사를 세우는 일로 전주이씨 각파(各派)의 문장(門長)들을 모아서 의논을 하니, 덕흥대원군(德興大院君)의 증손이자 밀산군(密山君)의 10대손이며 유학(幼學) 이경용(李慶鎔)의 아들인 8살 난 이봉길(李鳳吉)을 양자로 삼았다. 그 해 한성부 사직동에 그의 제사를 봉제사하기 위한 건물이 지어졌다. 그러나 그의 사당 건물은 뒷날 정재문 일가에게 넘어간다.
2003년 4월 3일 그의 묘소 앞에 비석이 세워졌다.
증 종일품(贈從一品)에 추증되었다가 1908년(융희 2) 5월 30일 증 정일품 흥록대부 경원군(慶原君)으로 추봉되었다. 이후 이하전의 집은 도정궁(都正宮)으로 불렸다.

## 가족 관계
- 증조부 : 진안군 이언식(晋安君 李彦植, 1752년 - 1819년)
- 증조모 : 덕수군부인 장씨(德水郡夫人 張氏, 1750년 - 1770년), 봉사(奉事) 덕수인(德水人) 장지중(張至中)의 딸.
- 증조모 : 창원군부인 황씨(昌原郡夫人 黃氏, 1750년 - 1775년), 창원인(昌原人) 황정(黃棖)의 딸.
- 증조모 : 거창군부인 신씨(居昌郡夫人 愼氏, 1757년 - 1832년), 지사(知事) 거창인(居昌人) 신이복(愼爾復)의 딸.
- 양 조부 : 완성군 이희(完城君 李爔, 1771년 - 1830년)
- 양 조모 : 남양군부인 홍씨(南陽郡夫人 洪氏, 1772년 - 1808년), 목사(牧使) 남양인(南陽人) 홍선양(洪善養)의 딸, 정조의 비 효의왕후 김씨와 외사촌.
- 양 조모 : 전주군부인 유씨(全州郡夫人 柳氏, 1793년 - 1818년), 전주인(全州人) 유전(柳塡)의 딸.
- 양 조모 : 임천군부인 조씨(林川郡夫人 趙氏, 1798년 - 1850년), 임천인(林川人) 조건호(趙建鎬)의 딸.
- 양 서조모 : 이름 미상
  - 양 서삼촌 겸 서당숙 : 이시문
  - 양 서삼촌 겸 서당숙 : 이시백
  - 양 서고모 겸 서당고모 : 이씨
  - 양 서고모부 겸 서당고모부 : 민준호
- 생조부 : 이옥(李𪸛, 1773년 - 1820년)
  - 고모 : 전주이씨(全州李氏, ? - ?)
  - 고모부 : 여흥인(驪興人) 민치구(閔致久, 1795년 - 1874년)
    - 고종사촌 : 여흥대원비 민씨, 고종의 사친이자 흥선대원왕의 부인.
- 아버지 : 완창군 이시인(完昌君 李時仁, 1805년 5월 2일 - 1843년 3월 11일), 이옥(李𪸛)의 차남 -> 백부(伯父) 완성군 이희에게 출계.
- 어머니(전모) : 남원군부인 윤씨(南原郡夫人 尹氏, 1803년 5월 22일 - 1835년 4월 15일), 부사(府使) 남원인(南原人) 윤이현(尹彜鉉)의 딸.
- 어머니(생모) : 경주군부인 김씨(慶州郡夫人 金氏, 1816년 7월 19일 - 1863년 3월 9일), 경주인(慶州人) 김성곡(金星轂)의 딸.
- 서모 : 평양조씨
  - 서형 : 감찰 이우용(李禹鎔, 1827년 1월 17일 - ?년), 처음 이름은 우전(禹銓).
  - 서형수 : 평양조씨(1825년 11월 9일 ~ ?), 조병기(趙秉琦)의 딸
    - 조카 : 이해성(李海星, 1870년 ~ ?)
    - 조카며느리 : 청해이씨(1870년 ~ ?), 이인석(李麟錫)의 딸
- 부인 : 달성군부인 서씨(達城郡夫人 徐氏, 1842년 1월 15일 - 1924년), 이름은 대혜(大慧), 참봉(參奉) 달성인(達城人) 서음순(徐音淳)의 딸.
  - 아들(양자) : 창산군 이해창(昌山君 李海昌, 1865년 - 1945년), 증 비서감승(秘書監丞) 이경용(李慶鎔, 1848년 - 1919년)의 아들. → 덕흥대원군(德興大院君)의 증손 밀산군(密山君)의 10대손.
  - 양 며느리 : 남양홍씨(1866년 2월 12일 ~ 1898년 11월 1일), 홍종우(洪鍾宇)의 딸
    - 양 손자 : 이덕주(李德柱 1887년 6월 28일 ~ ?)

  - 양 서며느리 : 이름모름
    - 양 서손자 : 이흥주(李興柱, 1890년 11월 26일 ~ ?)
- 사촌형제: 이사규(李士圭)
- 10촌 서형: 이돈(李燉, 10대조 응천군 이돈과는 동명이인이다.)
- 장인 : 서음순(徐音淳)

## 기타
김순성에 의하면 이항로는 이하전의 10촌 서종형(庶從兄) 이돈에게 '이하전은 비범한 사람이다.'라고 평가하였으며, 이하전의 사주를 보고 '반드시 귀인이 될 것이다.'라는 말을 했다고 한다.
흥선대원군이 맹인을 사주하여 이하전을 죽게 했다고 생각한 이상지는 한때 운현궁에 자객으로 침투하여 흥선대원군을 암살하려 하였다.
부인 서씨와 모 사찰의 주지 간에 내연관계가 있었다는 소문이 돌았는데, 후일 유주현이 이 내용을 소설에 언급했다가 문제가 되기도 했다.

## 이하전이 등장한 작품

### 드라마
- 《풍운》 KBS1, 1982년, 배우: 김봉근
- 《바람과 구름과 비》 TV조선, 2020년, 배우: 이루

## 참고자료
- 덕흥대원군
- 도정궁
- 헌종
- 철종
- 경평군
- 완창군
- 흥선대원군

## 관련 서적
- 이이화, 《한국사 이야기 17:조선의 문을 두드리는 세계 열강》 (이이화 지음 | 한길사 | 2006)
- 최용범, 《하룻밤에 읽는 한국사》(최용범 지음 | 페이퍼로드 | 2007)
- 한길사, 《이이화와 함께 한국사를 횡단하라》(한길사 편집부 지음| 한길사 펴냄 | 2006)
- 오영섭, 《화서학파의 사상과 민족운동(한국사연구총서 28)》( 오영섭 지음| 국학자료원 펴냄 | 2006)